# باول باسباي
باول باسباي (بالإنجليزية: Paul Busby)‏ هو لاعب كرة قاعدة أمريكي، ولد في 25 أغسطس 1918، وتوفي في 5 ديسمبر 2003.

## وصلات خارجية
- باول باسباي على موقع دوري كرة القاعدة الرئيسي (الإنجليزية)
- باول باسباي على موقعبيزبول رفرنس.كوم (الدوري الرئيسي) (الإنجليزية)